# Szczecińska Lista Przebojów
Szczecińska Lista Przebojów (SLiP) – muzyczna audycja radiowa o charakterze listy przebojów nadawana co tydzień, w każdy piątek od godziny 20:05 do 22:00 w Polskim Radiu Szczecin.
Po raz pierwszy pojawiła się na antenie Radia Szczecin 9 czerwca 1991 roku. Od początku funkcjonuje pod skróconą nazwą SLiP. Pierwszymi prowadzącymi byli Dariusz Gibała i Krzysztof Kukliński, a na szczycie pierwszego notowania znalazł się utwór Call It What You Want zespołu New Kids on the Block.
Początkowo audycja nadawana była w niedziele (emisja godzinna), wówczas jeszcze w Programie IV Polskiego Radia.
W ciągu tygodnia redakcja SLiP-u otrzymywała setki kartek i telefonów.
W 1994 roku, dyrekcja radia zaproponowała prowadzenie listy  Joannie Buszko (obecnie Tyszkiewicz), która pozostała producentką i współautorką Listy Przebojów do roku 2003. Oprócz wspomnianych już Gibały, Kuklińskiego i Tyszkiewicz, SLiP na przestrzeni lat prowadzili: Marcin Gondziuk, Piotr Rokicki, Sebastian Roszkowski, Paulina Sawicka i Przemysław Thiele. W czerwcu 2021 roku Lista świętowała 30-lecie swojego istnienia; wówczas prowadzącą była już Milena Milewska.